# Arbuscola
Arbuscola (in latino  Arbuscŭla ; I secolo a.C. – I secolo a.C.) è stata una circense romana.
Attiva come mima a Milo nel 54 a.C., fu lodata da Orazio.

Nell'opera suddetta Orazio le mette in bocca la frase Satis est equitem mihi plaudere, rimasta nel lessico per indicare superiorità verso critiche rozze.
Conosciuta anche da Cicerone, era famosa per le sue “frequentazioni” con la classe equestre romana. Indicata da Servio Mario Onorato come una delle tre donne di spettacolo più famose nella storia Romana.
Le altre due erano: Origine e Licoride.